# Elagabal
Elagabal (latinsko Marcvs Avrelivs Antoninvs Heliogabalvs), rimski cesar (218–222) iz severske dinastije, * okrog 203, Emesa, Sirija, † 11. marec 222, Rim.
Kot mladenič iz cesarske severske dinastije je bil svečenik istoimenskega sirijskega boga sonca, Elagabala. Po umoru njegovega mrzlega strica Karakale je oblast prevzel pretorijanski prefekt Makrin. Elagabalova mati Julija Soaemias in babica Julija Maesa sta izkoristili nezadovoljstvo v vojski in z denarnimi nagradami ter širjenjem govoric dosegli, da je bil Elagabal maja 218 oklican za cesarja, Makrin pa usmrčen.
Elagabal je v Rim prispel jeseni 219 skupaj z Elagabalovim kultnim kamnom. Ker je med vladanjem kršil rimsko versko tradicijo in spolne tabuje ter na javne položaje nastavljal neprimerne kandidate (npr. frizerja), se je rimska javnost pričela upirati. 221 pod pritiskom sorodnikov posinovil in s tem določil za naslednika svojega bratranca Aleksandra Severa, vendar ga je kasneje skušal odstraniti. Marca 222 mu je vojska odrekla pokorščino in ga umorila. Nasledil ga je Aleksander Sever.
| Elagabal Severska dinastijaRojen: 20. marec 203 Umrl: 11. marec 222 |                                  |                             |
| Vladarski nazivi                                                    |                                  |                             |
| Predhodnik: Makrin                                                  | Cesar Rimskega cesarstva 218–222 | Naslednik: Aleksander Sever |

1. 1 2 3  https://books.google.be/books?id=U8OdEAAAQBAJ&pg=PT95
2. ↑  SNAC — 2010.